# Dilatační spára

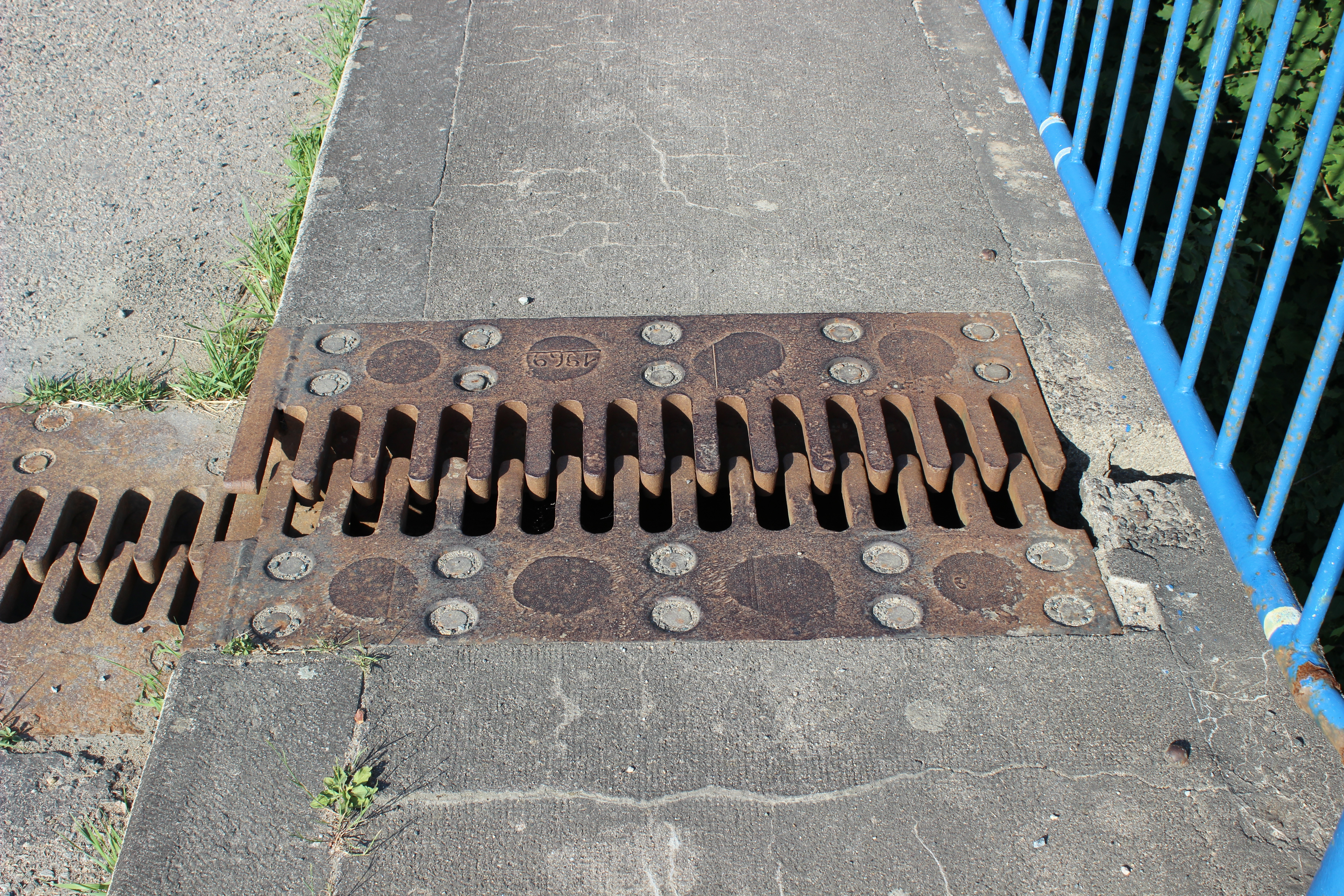
Dilatace na mostu u Bernartic vyrovnává teplotní roztažnost mostové konstrukce

Dilatační spára je konstrukční úprava staveb, která předchází poruchám způsobených vlivem teplotních či chemickým změn materiálů, sedání budov na terén a přenášení účinků na jiné části budovy. Dilatační spáry vyrovnávají objemové změny (smršťování či roztahování) konstrukce. Předchází nežádoucímu vzniku prasklin a jiných vad na stavbě. Zřizují se pro podlahové, stěnové, stropní i sloupové konstrukce. Dilatační spára proti tepelné roztažnosti nikdy neprochází skrz základy stavby.

## Dělení
Vzhledem ke směru pohybu se spáry dělí na:
- dilatační (vodorovný–horizontální pohyb),
- posuvné (svislý pohyb),
- pohybové (horizontální i svislý pohyb) a
- stavební (vynucené technologií výstavby).[3]